# Rafael Rossi
Rafael Rossi (Mercedes Argentina, 28 de diciembre de 1896 - Buenos Aires, ídem, 24 de diciembre de 1982 fue un bandoneonista, director de orquesta y compositor dedicado a la música folklórica y al tango.

## Actividad profesional
En el año 1912 viajó a Buenos Aires a trabajar de pintor. Le interesa el bandoneón y comienza estudios en el Conservatorio de don José De Caro, que abandona en 1914. Comienza una vida errante y autodidacta. Primero vivió en Junín y su zona aledaña para instalarse por un tiempo en Vedia. Luego pasó por Rufino en 1915, Huinca Renancó, Del Campillo, Río Cuarto, Firmat, Elortondo, hasta que volvió a Mercedes, para cumplir con el servicio militar. 
Rafael Rossi se instaló en Buenos Aires, ya en forma definitiva, vinculándose en 1919 con José Martínez.
En 1920 participó con Francisco Canaro y Roberto Firpo en la orquesta gigante para los carnavales. Desde ese año hasta 1935 estuvo con Canaro.
En 1920 conoció a Carlos Gardel, a quien le entregó una serie de obras de su autoría, que Gardel grabó rápidamente, generándose una gran amistad entre ellos.
Vivió en el número 17 de la calle Butteler.
En la empresa Odeón como Roberto Firpo tenía exclusividad para grabar tangos con orquesta para la empresa Max Glucksmann, a Rossi lo destinaron a grabar temas folklóricos. 
Se casó con Juana Herminia Gandino y tuvo una hija, Ada Norma Rossi.
Falleció en Buenos Aires el 24 de diciembre de 1982.

## Obras
Como compositor creó un extenso número de tangos, entre los más recordados se citan:
- Senda florida con letra de Eugenio Cárdenas.
- "Por el llano", con letra de Eugenio Cárdenas.
- "Ave cantora", con letra de Eugenio Cárdenas.
- "Perdonada", con letra de Eugenio Cárdenas.
- "La milonga", con letra de Eugenio Cárdenas.
- "Fiesta criolla", con letra de Eugenio Cárdenas.
- "Rosas de abril", los siete con letra de Eugenio Cárdenas.
- "Ebrio", letras de José Rial.
- "Corazoncito", letras de José Rial.
- "Primero yo", letras de José Rial.
- "Como abrazao a un rencor", con letra del periodista Antonio Podestá.
- "Sos de Chiclana", con letra de Julio Navarrine,.
- "Recordándote",
- "Cañaveral", zamba
- "Como las margaritas"
- "La pastelera", ranchera